# Kings of Rhythm
Kings of Rhythm – amerykańska rhythmandbluesowa grupa muzyczna. Została założona przez Ikea Turnera. Powstała pod koniec lat 40. i działała do lat 60. XX wieku. Od 1956 roku jedną z wokalistek w zespole była Tina Turner.
Ich największe przeboje to Rocket 88 oraz A Fool in Love.